# 鬼屋魔影系列
鬼屋魔影是1992年推出的電子遊戲系列，由英宝格公司出品，後期因知名度高而出電影。它並不是第一个生存恐怖遊戲，卻種下了今天被稱為生存恐怖類型遊戲的種子。它制定了後來在「以光碟為基礎主機」上風行一時的公式，當中著名的遊戲如《生化危机》及《寂静岭》等。遊戲現時已出到第五代。是一套逃出鬼屋的遊戲，屋內有很多喪屍怪物，主角目的是要逃離為主，但亦需要救人離開鬼屋。